# Gabriela Hejdová-Horváthová
Gabriela Hejdová-Horváthová (25. prosince 1877 Varaždín – 29. listopadu 1967 Praha) byla chorvatsko-česká operní pěvkyně.

## Životopis
Narodila se do hudebně založené učitelské rodiny. Chtěla být klavíristkou, ale během přijímacích zkoušek na záhřebském Zemském hudebním ústavu jí bylo doporučeno, aby jako hlavní obor studovala sólový zpěv, který absolvovala roku 1899.
Svou profesionální operní dráhu začala jako host v opeře v Záhřebu. Potom hostovala ve Štýrském Hradci, v Düsseldorfu, Kolíně nad Rýnem a ve Vídni, kde studovala zpěv u Johanna Resse. Po ročním hostování (1903) v Národním divadle v Praze, zůstala v Národním divadle až do svého odchodu do penze v roce 1929. Pohostinsky tam vystoupila ještě v letech 1930, 1934 a 1947. Dále se věnovala koncertní tvorbě, až do roku 1952. Na koncertech byla propagátorkou moderní české písňové tvorby. Svou kariéru ukončila 12. března 1961 na koncertě v Domě umělců.
Byla významnou členkou souboru opery za působení Karla Kovařovice a Otakara Ostrčila. Postupně svůj hlasový obor rozšířila z altového na mezzosopránový, sopránový a velkodramatický. Do svých úloh v českém i světovém repertoáru vkládala sílu pěveckého podání, temperamentní jihoslovanský herecký výraz, smysl pro uměleckou pravdivost a citovost.
Díky svému přátelství s Leošem Janáčkem se z ní stala historická postava. Ve zpodobnění Valérie Zawadské se objevila, jako jedna z lásek, v Jirešově životopisném filmovém portrétu Leoše Janáčka Lev s bílou hřívou (1986). Kromě filmu se objevila v rozhlasových hrách Listy důvěrné (1990) Jiřího Blažka (Jaroslava Kretschmerová) a Hra o Janáčkovi (2004) Ludvíka Kundery (Zuzana Slavíková). A také v divadelní inscenaci Hry o Janáčkovi v podání Národního divadla v Brně s Ivou Valešovou (2008).
Provdaná se jmenovala Hejdová. V Praze II bydlela na Národní třídě.
Zemřela roku 1967 v Praze. Byla pohřbena na Vinohradském hřbitově.

## Dílo

### Operní role
- Bedřich Smetana. Libuše: Libuše, Panna Róza: Tajemství, Ludmila a Háta: Prodaná nevěsta
- Antonín Dvořák. Cizí kněžna: Rusalka, Kněžna: Čert a Káča, Marfa Ivanovna: Dimitrij
- Zdeněk Fibich. Radka, Vlasta i Šárka: Šárka, Hedy: Hedy, Donna Isabella: Nevěsta messinská, Radana: Pád Arkuna, Perchta: Blaník
- Otakar Ostrčil. Morana: Vlasty skon, Ryšja Rakšita: Kunálovy oči, Anežka: Poupě, Grania: Legenda z Erinu
- Leoš Janáček. Kostelnička Buryjovka: Její pastorkyňa
- Otakar Zich. Mína: Vina
- Georges Bizet. Carmen: Carmen
- Charles-François Gounod. Siebl: Faust a Markétka
- Richard Wagner. Ortruda: Lohengrin, Brangäna: Tristan a Isolda, Kundry: Parsifal, Fricka: Zlato Rýna, Brunhilda: Valkýra
- Richard Strauss. Salome: Salome
- Giuseppe Verdi. Flora Bervoix: Violetta (La Traviata)

### Filmové role
- němý film – Háta, v první verzi Prodané nevěsty natočené Maxem Urbanem (1913)
- němý film – Kostelnička z Janáčkovy opery Její pastorkyňa – Rudolfa Měšťáka, podle románu Gabriely Preissové (1929)
- zvukový film – šlechtična v životopisném filmu Mikoláš Aleš – Václava Kršky (1951)

### Gramofonové desky
- Leoš Janáček. Kostelnička Buryjovka: Její pastorkyňa aj.

### Ocenění
- 1924 čestná členka jihodalmatského města Budvy
- 1927 státní cena za životní dílo v operní reprodukci
- 1928 vyznamenání od jugoslávského krále, který jí udělil komandérský kříž řádu sv. Sávy
- 1953 nositelka Řádu práce